# Batalla de Leuthen
La batalla de Leuthen fue un enfrentamiento armado entre Prusia y Austria, el 5 de diciembre de 1757, en el contexto de la Guerra de los Siete Años.
La moral austriaca estaba muy alta y los generales Leopold Joseph von Daun y Carlos Alejandro de Lorena contaban con 84 batallones de infantería, 144 escuadrones de caballería, 210 cañones y entre 60.000 y 80.000 hombres. Federico II disponía de 48 batallones de infantería, 128 escuadrones de caballería, 167 cañones y unos 36.000 hombres en total. El 4 de diciembre de 1757, los austriacos se colocaron en dos líneas frente al río Scheweidnitz, con la aldea de Leuthen en el centro del despliegue.

## Una maniobra de engaño
A las 5 del día siguiente, los prusianos avanzaron hacia la línea austriaca y en el pueblo de Borne, entre la neblina matinal, su vanguardia tropezó con una formación austriaca, a la que atacó y dispersó, tomando el pueblo. La vanguardia prusiana prosiguió hacia el ala derecha enemiga para simular un próximo ataque frontal, y el general austriaco Lucchessi reclamó la caballería de reserva y la del ala izquierda. Sin embargo, el grueso prusiano no atacó y marchó hacia el sur, sino que se ocultó en el terreno. Los generales austríacos no advirtieron la maniobra hasta que las columnas de Federico II el Grande aparecieron marchando hacia su flanco izquierdo.
El general Wedel, al frente de la vanguardia prusiana y con seis cañones, seguido por Mauricio Dessau con seis batallones, asaltaron las defensas de Sagschütz, que protegían el ala izquierda enemiga. Aunque el general austriaco Nadasti cargó contra la caballería prusiana, no pudo evitar la derrota del ala izquierda imperial y los húsares prusianos persiguieron a los fugitivos, que sembraron el desorden.

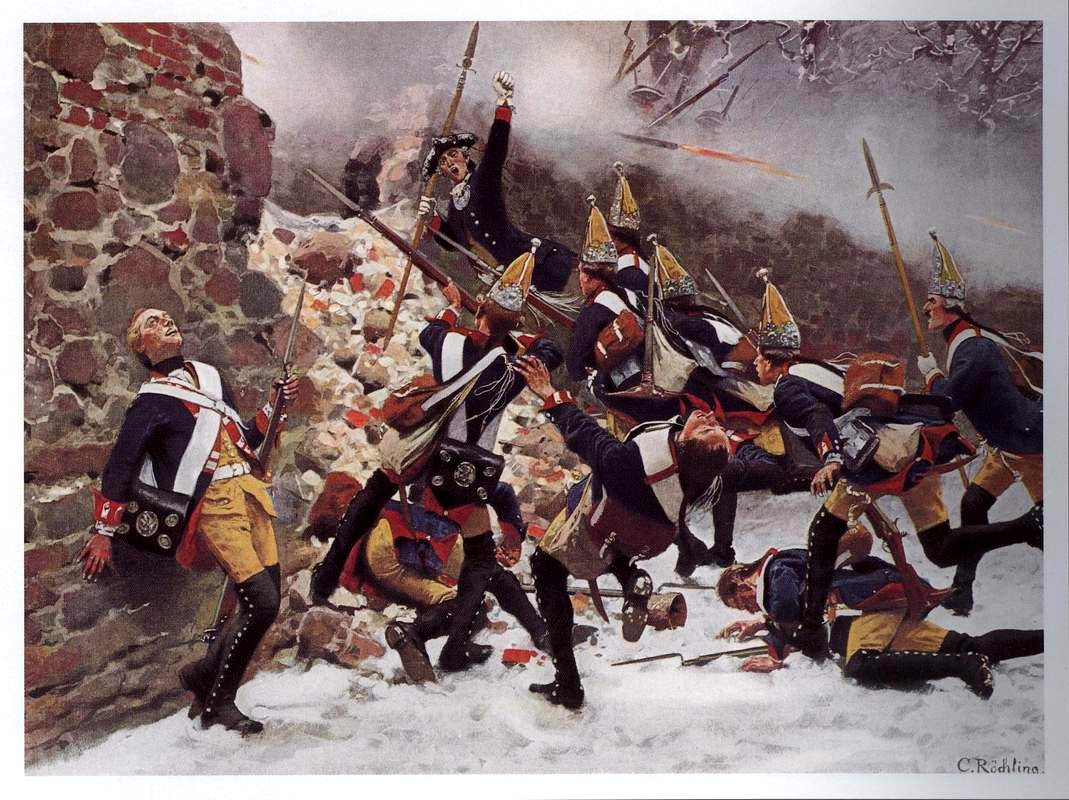
Batalla de Leuthen, asalto al portal de la iglesia, por Carl Röchling.

## Orden oblicuo
Federico II el Grande avanzó hasta colocar sus tropas al sur de Leuthen, perpendicularmente a la posición enemiga. El austriaco Carlos de Lorena llamó a la caballería, que había enviado al ala derecha al iniciarse la batalla, y lanzó la infantería, batallón tras batallón, a defender Leuthen. Hacinados caóticamente, los austriacos resistieron hasta que una carga de los guardias de Möllendorf tomó la aldea.
Mientras se luchaba en Leuthen, una batería austriaca se instaló en el promontorio que domina el pueblo y, amparada por su fuego, la infantería se organizó para atacar a los prusianos, logrando detener una carga de caballería de Driesen y a la infantería de Retzow. Entonces, Federico II situó una batería de diez cañones pesados en el cerro de Butterberg, al oeste del pueblo, y la infantería prusiana hizo retroceder al enemigo.
Aunque la resistencia austriaca flaqueaba a las 4 de la tarde, los infantes prusianos del general Retzow estaban detenidos en su avance. El general Lucchessi preparaba la caballería austriaca para lanzarla contra el flanco contrario cuando fue sorprendido por la aparición de Driesen, con cuarenta escuadrones de caballería, que estaban escondidos tras la aldea de Radaxdorf. Las tropas de Lucchessi fueron atacadas por tres lados y, poco a poco, toda la infantería austriaca se vio acosada en varias direcciones; al oscurecer, la desbandada era general.
Federico II dejó descansar a sus hombres hasta el día 7. Luego emprendió una persecución, que dejó toda la región sin rastro de enemigos. El 19 de diciembre tomó Breslau y se aseguró la posesión de Silesia.